# Araneus talipedatus
Araneus talipedatus là một loài nhện trong họ Araneidae.
Loài này thuộc chi Araneus. Araneus talipedatus được Eugen von Keyserling miêu tả năm 1887.